# Lumière de la meilleure coproduction internationale
 (mars 2020).
Si vous disposez d'ouvrages ou d'articles de référence ou si vous connaissez des sites web de qualité traitant du thème abordé ici, merci de compléter l'article en donnant les références utiles à sa vérifiabilité et en les liant à la section « Notes et références ».
Le Lumière de la meilleure coproduction internationale est remis chaque année à une coproduction internationale dont le financement est en partie français, sortie en France l’année précédente, lors de la « Cérémonie des Lumières de la presse internationale ». Créé en 2020, il remplace le prix du meilleur film francophone.
Par ce prix décerné à un film coproduit avec un apport français d'au moins 30%, l'Académie des Lumières souhaite saluer la présence internationale de la
France, et des producteurs français qui rendent possible un cinéma différent aux quatre coins du monde.

## Palmarès
- 2020 : It Must Be Heaven de Elia Suleiman[1]
  - Bacurau de Kleber Mendonça Filho
  - Le Jeune Ahmed de Jean-Pierre Dardenne et Luc Dardenne
  - Lola vers la mer de Laurent Micheli
  - Papicha de Mounia Meddour

- 2021 : L'Homme qui a vendu sa peau de Kaouther Ben Hania [2]
  - Adam de Maryam Touzani
  - Un fils de Mehdi Barsaoui
  - Abou Leila de Amin Sidi-Boumédiène
  - La Llorona de Jayro Bustamante
  - Tu mourras à 20 ans de Amjad Abou Alala
  - Yalda, la nuit du pardon de Massoud Bakhshi

- 2022 : Julie (en 12 chapitres) de Joachim Trier
  - Février de Kamen Kalev
  - La Fièvre de Petrov de Kirill Serebrennikov
  - Les Intranquilles de Joachim Lafosse
  - The Father de Florian Zeller

- 2023 : As bestas de Rodrigo Sorogoyen
  - La Conspiration du Caire de Tarik Saleh
  - Flee de Jonas Poher Rasmussen
  - R.M.N. de Cristian Mungiu
  - Rien à foutre d'Emmanuel Marre et Julie Lecoustre

- 2024 : Les Herbes sèches de Nuri Bilge Ceylan
  - Le Bleu du caftan de Maryam Touzani
  - Lost Country de Vladimir Perišić
  - Les Meutes de Kamal Lazraq
  - The Old Oak de Ken Loach

- 2025 : Les Graines du figuier sauvage de Mohammad Rasoulof
  - Grand Tour de Miguel Gomes
  - Green Border d'Agnieszka Holland
  - El Profesor de María Alché et Benjamín Naishtat
  - Septembre sans attendre de Jonás Trueba